# Segnale bioelettrico
Il segnale bioelettrico è una modificazione di breve durata, il segnale che scorre nei nervi dato da un concatenamento di spostamenti di cationi potassio (K+) e sodio (Na+) dall'esterno all'interno della membrana cellulare del neurone e viceversa.
Infatti, nella situazione di riposo (cioè senza aver ricevuto uno stimolo, sia esso eccitatorio o inibitorio), il neurone raggiunge la stabilità con una differenza di potenziale tra l'interno e l'esterno della membrana cellulare di -70mV (millivolt), detto potenziale di riposo. Questa esiste dato il rapporto diverso di particelle cariche tra dentro la membrana e fuori: all'esterno lo ione Na+ viene mantenuto in quantità 10 volte superiore rispetto all'interno e ogni 30 ioni K+ nel liquido intracellulare ce n'è 1 nel liquido extracellulare. La membrana viene infatti mantenuta, da apposite pompe, 50 volte più permeabile al potassio che al sodio. 
Ma quando la membrana subisce uno stimolo adeguato, stimolo soglia, diventa 500 volte più permeabile al sodio che al potassio nella zona stimolata; uno stimolo più intenso non produce una reazione maggiore e uno meno intenso non produce alcuna reazione. Gli ioni sodio, attratti dalle cariche interne, (-70mV) attraversano, ora facilmente, la membrana nella zona stimolata. Il flusso, verso il citoplasma del ,neurone degli ioni Na+, raggiunge un apice e mentre va scemando inizia quello degli ioni K+ in senso contrario. Poi la situazione in quella zona del neurone torna alla normalità quando la pompa torna in funzione. 
Questo impulso non si ferma però solo alla zona stimolata: infatti il transito di cariche crea in sostanza un altro stimolo per un'altra zona della membrana in cui la pompa che era in funzione modifica il suo comportamento. Il passaggio di cariche attraverso la membrana fa sì che venga raggiunta, in apice, una differenza di potenziale di +30mV tra l'interno e l'esterno, definito potenziale d'azione.

## Fonti
- I grandi temi della medicina - il sistema nervoso parte I